# Cormocephalus aeruginosus
Cormocephalus aeruginosus är en mångfotingart som beskrevs av Carl Graf Attems 1928. Cormocephalus aeruginosus ingår i släktet Cormocephalus och familjen Scolopendridae.
Artens utbredningsområde är Zimbabwe. Inga underarter finns listade i Catalogue of Life.